# Liste d'écrivains libanais
Cette liste présente les écrivains par ordre alphabétique. Vous pouvez également consulter la catégorie:Écrivain libanais.
- Haut – A
- B
- C
- D
- E
- F
- G
- H
- I
- J
- K
- L
- M
- N
- O
- P
- Q
- R
- S
- T
- U
- V
- W
- X
- Y
- Z

## A
- Robert Abirached
- Ilya Abu Madhi
- Said Akl
- Camille Ammoun
- Farah Antoun
- Chekib Arslan
- Akl Awit
- Negib Azoury

## B
- Leïla Baalbaki
- Hoda Barakat
- Boutros al-Boustani

## C
- Miguel Casiri
- Tracy Chamoun
- Faris Chidyaq
- Georges Corm

## D
- Kamal Dib

## E
- Mansour Eid
- Rachid El-Daif

## G
- Khalil Gibran

## H
- Joumana Haddad
- Jad Hatem

## J
- Mohammed Jaber al-Safa

## K
- Roberto Khatlab
- Elias Khoury
- Vénus Khoury-Ghata

## M
- Amin Maalouf
- Charif Majdalani
- Issa Makhlouf
- Youakim Moubarac
- Lina Murr Nehmé

## N
- Abdallah Naaman
- Mikhail Naimy
- Alexandre Najjar
- Emily Nasrallah

## R
- Rachid El-Daif
- Ahmed Reda
- Amin al-Rihani

## S
- Michel Saad
- Antoun Saadé
- Wadih Saadeh
- Georges Schehadé
- Laurice Schehadé
- Rafif Sidaoui
- Regina Sneifer
- Fady Stephan
- Salah Stétié

## T
- Mohamed Taan
- Charbel Tayah

## Y
- Ibrahim al-Yazigi
- Elie Yazbek
- Hyam Yared

## Z
- Jorge Zaydan
- Ramy Zein

## Autres
- Écrivains libanais
- Écrivains libanais arabophones
- Écrivains libanais anglophones
- Littérature libanaise